# 2010年冬季奥林匹克运动会高山滑雪比赛
2010年冬季奧林匹克運動會高山滑雪比賽由2月13日至27日在惠斯勒黑梳山舉行，共頒發10枚金牌。

## 参赛资格
- 最多共有320名运动员参加比赛，其中每个奥委会不超过22人（同一性别最多14人），同一奥委会每个单项中不超过4人。
- 在2010年1月25日发布的国际滑雪联合会世界排名中排前500的运动员即达到A标，其中速降、超级全能和超级大回转需要至120分的积分。
- 若一个奥委会没有运动员达到A标，则他们可以派1男1女参赛，但只能参加小回转和大回转赛事，若只有1名男运动员或1名女运动员达标，则可以派1名另一性别运动员参赛，但他／她必须
  - 参加2009高山滑雪世界杯
  - 在2010年1月25日发布的国际滑雪联合会世界排名中积分至多140分
- 东道主加拿大在所有项目中都至少拥有1个名额
- 所有满足B标的奥委会都会获得一个基本名额
- 至少有一名达到A标的运动员的奥委会将获得一个额外名额
- 世界排名前30的运动员所在的奥委会将获得1-2个额外名额。
- 剩余名额将依据2010年1月18日的世界排名由高到低进行分配，若一个奥委会参赛名额已达上限，则由后面的运动员递补。[1]

## 各國獎牌榜
| 排名                      | 国家 / 地区               | 金牌 | 銀牌 | 銅牌 | 总计 |
| ------------------------- | ------------------------- | ---- | ---- | ---- | ---- |
| 1                         | 德国（GER）               | 3    | 0    | 0    | 3    |
| 2                         | 美国（USA）               | 2    | 3    | 3    | 8    |
| 3                         | 瑞士（SUI）               | 2    | 0    | 1    | 3    |
| 4                         | 挪威（NOR）               | 1    | 2    | 1    | 4    |
| 5                         | 奥地利（AUT）             | 1    | 1    | 2    | 4    |
| 6                         | 意大利（ITA）             | 1    | 0    | 0    | 1    |
| 7                         | 克罗地亚（CRO）           | 0    | 2    | 0    | 2    |
| 7                         | 斯洛文尼亚（SLO）         | 0    | 2    | 0    | 2    |
| 9                         | 瑞典（SWE）               | 0    | 0    | 2    | 2    |
| 10                        | 捷克（CZE）               | 0    | 0    | 1    | 1    |
| 总计（共10个国家 / 地区） | 总计（共10个国家 / 地区） | 10   | 10   | 10   | 30   |

## 各項成績

### 男子
| 項目               | 金牌                               | 金牌    | 银牌                               | 银牌    | 铜牌                               | 铜牌    |
| 速降（詳細）       | 迪迪埃·德法戈 · 瑞士（SUI）        | 1:54.31 | 阿克塞尔·伦·斯温达尔 · 挪威（NOR） | 1:54.38 | 博德·米勒 · 美国（USA）            | 1:54.40 |
| 超级大回转（詳細） | 阿克塞尔·伦·斯温达尔 · 挪威（NOR） | 1:30.34 | 博德·米勒 · 美国（USA）            | 1:30.62 | Andrew Weibrecht · 美国（USA）     | 1:30.65 |
| 大回转（詳細）     | 卡洛·扬卡 · 瑞士（SUI）            | 2:37.83 | 谢蒂尔·延斯鲁德 · 挪威（NOR）      | 2:38.22 | 阿克塞尔·伦·斯温达尔 · 挪威（NOR） | 2:38.44 |
| 小回转（詳細）     | 朱利亚诺·拉佐利 · 意大利（ITA）    | 1:39.32 | Ivica Kostelić · 克罗地亚（CRO）   | 1:39.48 | 安德烈·米勒尔 · 瑞典（SWE）        | 1:39.76 |
| 超级全能（詳細）   | 博德·米勒 · 美国（USA）            | 2:44.92 | Ivica Kostelić · 克罗地亚（CRO）   | 2:45.25 | Silvan Zurbriggen · 瑞士（SUI）    | 2:45.32 |

### 女子
| 項目               | 金牌                                | 金牌    | 银牌                          | 银牌    | 铜牌                              | 铜牌    |
| 速降（詳細）       | 林赛·沃恩 · 美国（USA）             | 1:44.19 | 朱莉娅·曼库索 · 美国（USA）   | 1:44.75 | 伊丽莎白·格尔格尔 · 奥地利（AUT） | 1:45.65 |
| 超级大回转（詳細） | 安德烈娅·菲施巴赫尔 · 奥地利（AUT） | 1:20:14 | 蒂娜·马泽 · 斯洛文尼亚（SLO） | 1:20:63 | 林赛·沃恩 · 美国（USA）           | 1:20:88 |
| 大回转（詳細）     | 维多利亚·雷本斯堡 · 德国（GER）     | 2:27:11 | 蒂娜·马泽 · 斯洛文尼亚（SLO） | 2:27:15 | 伊丽莎白·格尔格尔 · 奥地利（AUT） | 2:27:25 |
| 小回转（詳細）     | 玛丽亚·里施 · 德国（GER）           | 1:42.89 | 玛莉丝·席尔德 · 奥地利（AUT） | 1:43.32 | Šárka Záhrobská · 捷克（CZE）     | 1:43.90 |
| 超级全能（詳細）   | 玛丽亚·里施 · 德国（GER）           | 2:09.14 | 朱莉娅·曼库索 · 美国（USA）   | 2:10.08 | 安尼娅·帕尔松 · 瑞典（SWE）       | 2:10.19 |

## 外部連結
- 本屆奧運高山滑雪比賽時間表
- 国际滑雪联合会官方网站（英文）（页面存档备份，存于）
- 2010年冬季奥林匹克运动会官方网站（英文）（页面存档备份，存于）
- 国际奥委会官方网站